# Кубеев, Андрей Александрович
Андре́й Алекса́ндрович Кубе́ев (9 ноября 1987, Москва) — российский трековый велогонщик, выступает за сборную России в различных спринтерских дисциплинах начиная с 2008 года. Многократный чемпион всероссийских первенств, обладатель бронзовой медали чемпионата Европы, призёр этапов Кубка мира и многих других престижных гонок. На соревнованиях представляет спортивное общество «Динамо», мастер спорта международного класса.

## Биография
Андрей Кубеев родился 9 ноября 1987 года в Москве. Имеет высшее образование, окончил Российский государственный университет физической культуры, спорта, молодёжи и туризма, где обучался на кафедре теории и методики велосипедного спорта.
Активно занимался трековым велоспортом, который начал в раннем детстве, проходил подготовку в столичном училище олимпийского резерва № 2, в разное время тренировался под руководством таких специалистов, как Т. В. Филимонова, Г. В. Геворков, В. Д. Кирильцев. Состоит во всероссийском физкультурно-спортивном обществе «Динамо».

### В составе национальной сборной
Впервые в состав российской национальной сборной попал в 2008 году, в этот период успешно выступал на всероссийских и московских первенствах. Год спустя на чемпионате России выиграл серебряную медаль в гите на 1000 метров с места, побывал на чемпионате Европы в Бельгии, где занял двенадцатое место в программе омниума. Ещё через год вновь стал вторым в гите, участвовал в гран-при Тулы и гран-при Москвы, проехал на мемориальном турнире памяти Александра Лесникова. В 2011 году на чемпионате России выиграл бронзу в командном спринте и установил рекорд в гите на 200 метров, дебютировал в зачёте Кубка мира: побывал на этапах в Колумбии, Казахстане и Китае. При этом на чемпионате мира в Нидерландах показал восьмой результат в гите и двадцать второй в спринте.
В 2013 году Кубеев стал чемпионом России в гите и командном спринте, после чего съездил на чемпионат Европы в голландский Апелдорн и там в программе командного спринта взял бронзу. Также в этом сезоне в гите одержал победу в гран-при «Вертолётов России», в кейрине добыл бронзу в гран-при Польши, завоевал серебряную медаль на этапе Кубка мира в Великобритании, выступил на мировом первенстве в Минске, где стал тринадцатым в километровой гонке с места. На чемпионате мира 2014 года в колумбийском Кали закрыл десятку сильнейших в зачёте километрового гита.

## Звания
За выдающиеся спортивные достижения удостоен почётного звания «Мастер спорта России международного класса». 